# Heritage Hunter Tour
Die Heritage Hunter Tour war eine Co-Headlinertournee der Progressive-Metal-Bands Mastodon aus den Vereinigten Staaten und Opeth aus Schweden.

## Entstehung
Die Tournee wurde am 31. Januar 2012 angekündigt und umfasste 30 Termine, davon 23 in den Vereinigten Staaten und sieben in Kanada. Mastodon stellten ihr aktuelles Album The Hunter und Opeth ihr aktuelles Album Heritage vor. Durch eine Verbindung der Albumtitel kam es zum Namen der Tour. Beide Bands wechselten sich in der Auftrittsreihenfolge ab, wobei Opeth 16 Mal und Mastodon 14 Mal als letzte Band spielten. Als Vorgruppe reist die schwedische Band Ghost mit. Die Tour begann am 4. April 2012 in Portland und endete am 12. Mai 2012 in Atlanta enden.

## Konzerte
Soweit nicht anders angegeben finden die Konzerte in den Vereinigten Staaten statt.
| Datum     | Stadt          | Bundesstaat/Provinz  | Veranstaltungsort       | Headliner |
| --------- | -------------- | -------------------- | ----------------------- | --------- |
| 4. April  | Portland       | Maine                | State Theatre           | Mastodon  |
| 5. April  | Boston         | Massachusetts        | Orpheum Theatre         | Opeth     |
| 6. April  | Montreal       | Québec               | Metropolis              | Opeth     |
| 7. April  | Toronto        | Ontario              | Sony Centre             | Opeth     |
| 9. April  | Philadelphia   | Pennsylvania         | Electric Factory        | Mastodon  |
| 10. April | Wallingford    | Connecticut          | The Dome                | Mastodon  |
| 11. April | New York City  | New York             | Roseland Ballroom       | Mastodon  |
| 13. April | Chicago        | Illinois             | Riviera Theatre         | Mastodon  |
| 14. April | Grand Rapids   | Michigan             | The Intersection        | Mastodon  |
| 15. April | Pittsburgh     | Pennsylvania         | Stage AE                | Mastodon  |
| 16. April | Knoxville      | Tennessee            | TN Theater              | Opeth     |
| 18. April | Oklahoma City  | Oklahoma             | Diamond Ballroom        | Mastodon  |
| 19. April | Dallas         | Texas                | Palladium Ballroom      | Opeth     |
| 20. April | San Antonio    | Texas                | Back Stage Live         | Opeth     |
| 21. April | Corpus Christi | Texas                | Concrete Street         | Opeth     |
| 23. April | Denver         | Colorado             | Fillmore Auditorium     | Opeth     |
| 25. April | Las Vegas      | Nevada               | House of Blues          | Mastodon  |
| 26. April | Los Angeles    | Kalifornien          | Gibson Amphitheatre     | Opeth     |
| 27. April | Oakland        | Kalifornien          | Fox Theatre             | Opeth     |
| 28. April | Reno           | Nevada               | Grand Sierra Resort     | Mastodon  |
| 30. April | Seattle        | Washington           | The Paramount           | Opeth     |
| 1. Mai    | Vancouver      | British Columbia     | Orpheum Theatre         | Opeth     |
| 3. Mai    | Edmonton       | Alberta              | Edmonton Events Center  | Opeth     |
| 4. Mai    | Calgary        | Alberta              | MacEwan Hall            | Mastodon  |
| 5. Mai    | Saskatoon      | Saskatchewan         | The Odeon               | Opeth     |
| 6. Mai    | Winnipeg       | Manitoba             | Burton Cummings Theatre | Opeth     |
| 9. Mai    | Washington     | District of Columbia | The Fillmore            | Opeth     |
| 10. Mai   | Charlotte      | North Carolina       | The Fillmore            | Opeth     |
| 11. Mai   | Myrtle Beach   | South Carolina       | House of Blues          | Mastodon  |
| 12. Mai   | Atlanta        | Georgia              | Masquerade Music Park   | Mastodon  |

## Setlists
| Mastodon (12. Mai 2012) 1. Black Tongue 2. Hand of Stone 3. Crystal Skull 4. Dry Bone Valley 5. Thickening 6. The Hunter 7. Octopus Has No Friends 8. Blasteroid 9. Stargasm 10. Crack the Skye 11. All the Heavy Lifting 12. Spectrelight 13. Curl of the Burl 14. Bedazzled Fingernails 15. Aqua Dementia 16. Blood and Thunder 17. The Sparrow 18. Creature Lives | Opeth (12. Mai 2012) 1. Throug Pain to Heaven (Intro) 2. The Devil’s Orchard 3. I Feel the Dark 4. Slither 5. Windowpane 6. Burden 7. The Lines in My Hand 8. Floklore 9. Demon of the Fall 10. The Grand Conjuration | Ghost (12. Mai 2012) 1. Masked Ball (Intro) 2. Con Clavi Con Dio 3. Elizabeth 4. Prime Mover 5. Death Knell 6. Satan Prayer 7. Ritual 8. Theme from Ghostbusters (Outro) |

## Persönlichkeiten
| Mastodon - Troy Sanders – Gesang, Bass - Brent Hinds – Gesang, Gitarre - Bill Kelliher – Gitarre - Brann Dailor – Gesang, Schlagzeug | Opeth - Mikael Åkerfeldt – Gesang, Gitarre - Fredrik Åkesson – Gitarre - Martin Méndez – Bass - Joakim Svalberg – Keyboards - Martin Axenrot – Schlagzeug | Ghost - Papa Emeritus – Gesang - A Nameless Ghoul – Gitarre - A Nameless Ghoul – Gitarre - A Nameless Ghoul – Bass - A Nameless Ghoul – Keyboards - A Nameless Ghoul – Schlagzeug |